# Steinbrücken (Neustadt an der Orla)
Steinbrücken ist ein Ortsteil der Stadt Neustadt an der Orla im Saale-Orla-Kreis in Thüringen.

## Geografie
Steinbrücken liegt am Nordrand des Südostthüringer Schiefergebirges. Östlich verläuft die Landesstraße 1027 von Schleiz nach Neustadt an der Orla führend vorbei. Westlich an den kupierten Abhängen Richtung Weira steht Wald.

## Geschichte
Am 26. April 1457 wurde das Dorf erstmals urkundlich genannt.
Der Ort war und ist landwirtschaftlich geprägt. Die Bauern des Ortes waren im Rahmen der Landwirtschaft in der DDR mit in die örtliche Agrar-Industrie-Vereinigung einbezogen. Nach der Wiedervereinigung beider deutschen Staaten fanden sie dann auch neue Wege der Landbewirtschaftung.
Am 1. Juli 1950 wurde Steinbrücken in die Gemeinde Linda bei Neustadt an der Orla eingemeindet. Am 31. Dezember 2019 wurde diese wiederum nach Neustadt an der Orla eingemeindet.